# Edward Rich (8e comte de Warwick)

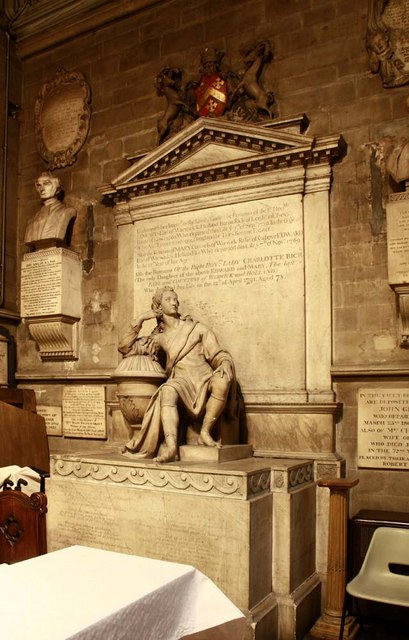
Monument à Edward Rich, 8e comte de Warwick et 5e comte de Hollande, église St Mary Abbots, Kensington.

Edward Henry Rich, 10e baron Rich, 8e comte de Warwick et 5e comte de Holland (1695–1759), de Holland House, Kensington, Middlesex, est un pair anglais. 

## Biographie
Il succède à son cousin Edward Rich (7e comte de Warwick) à sa mort en 1721. En 1712, il épouse Mary Stanton (décédée le 7 novembre 1769), dont il a une fille, Catherine Rich (décédée le 12 avril 1791), fille unique et seule héritière. 
Il est décédé le 7 septembre 1759, sans descendance mâle, ses titres ont donc disparu. Son monument funéraire est à l'église St Mary Abbots, à Kensington. Plus tard cette année-là, Francis Greville (1er comte de Warwick) pétitionne avec succès auprès du roi George II pour le titre vacant de comte de Warwick. 